# Dendrocousinsia
Dendrocousinsia é um género botânico pertencente à família Euphorbiaceae.

## Espécies
- Dendrocousinsia alpina
- Dendrocousinsia fasciculata
- Dendrocousinsia spicata

## Nome e referências
Dendrocousinsia Millsp.